# Lavră

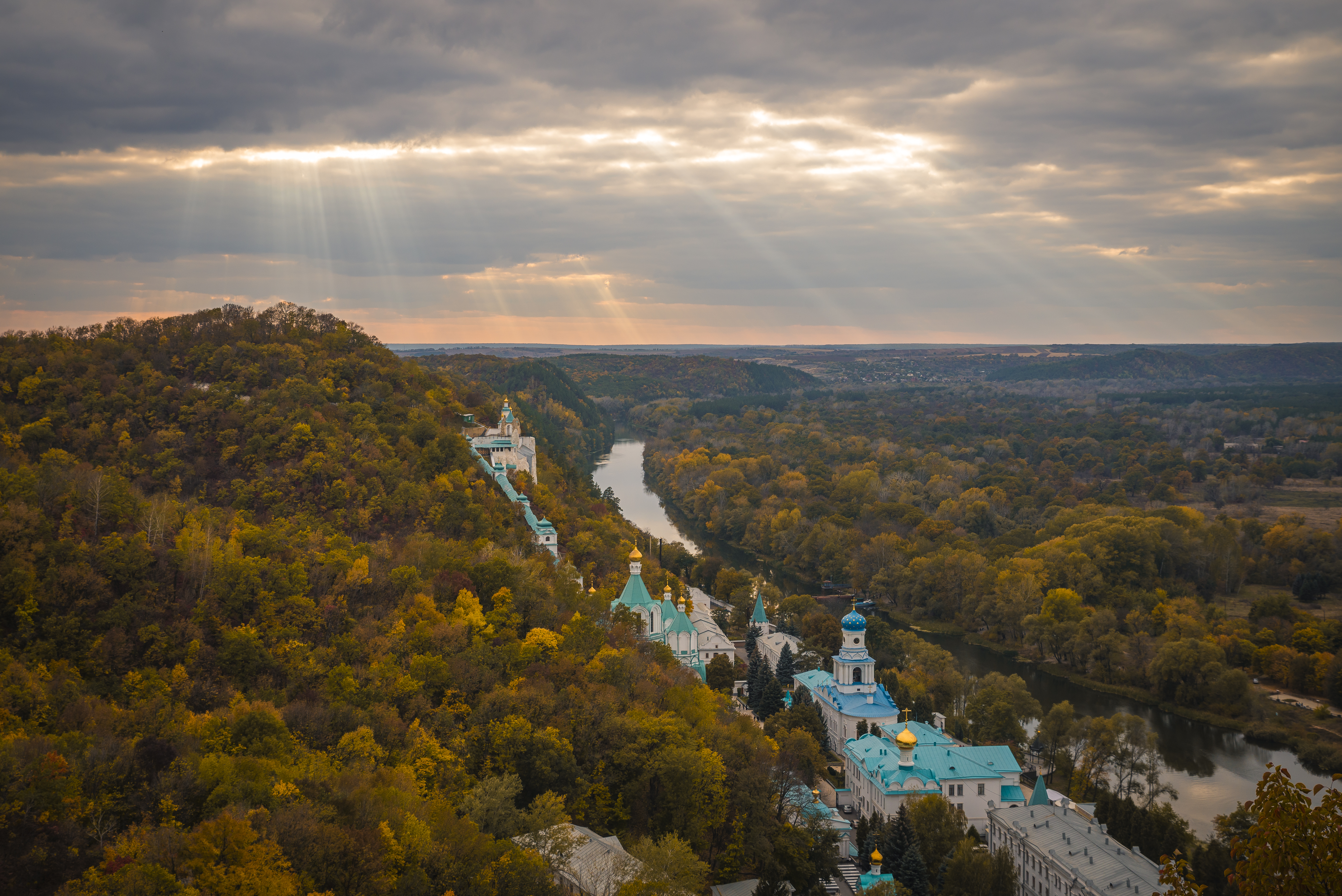
Lavra Muntele Sfânt în apropierea orașului Sviatohirsk, Ucraina.

O lavră (în greacă Λαύρα; chirilic: Лавра) este un tip de mănăstire care  desemna inițial un grup de chilii sau peșteri pentru pustnici, cu o biserică și, uneori, o sală de mese în centru. În prezent termenul lavră se folosește doar pentru cele mai importante și mai populate mănăstiri.
Lavrele aparțin tradiției ortoodoxe. Termenul este de asemenea folosit de către unele comunități romano-catolice. În limba greacă, inițial, termenul însemna o pajiște, o alee într-un oraș sau un perimetru populat, înconjurat de ziduri de apărare.

## Istorie
Începând cu secolul al IV-lea, termenul grecesc de lavră s-ar putea referi în mod special la așezări monahale semi-eremitice din Deșertul Iudeei. În monahismul de tip lavriot rugăciunea individuală era săvârșită în chilie de fiecare călugăr, spre deosebire de monahismul de tip chinovial, unde majoritatea slujbelor se săvârșeau în comun.
Primele lavre din Palestina au fost fondate de Sfântul Hariton Mărturisitorul (născut în secolul al III-lea, decedat pe la anul 350): Lavra Pharan (la nord-est de Ierusalim), Lavra Douka (la vest de Ierihon) și Vechea Lavră sau Lavra Shuqa(cerc), numită astfel datorită modului de așezare a chiliilor, ridicate una lângă alta, iar nu risipite, din zona Văii Tekoa.
Sfântul Eftimie cel Mare (377- 473) a fondat mai multe lavre, în secolul al V-lea, în Palestina, după modelul Sfântului Hariton.
Lavra Sfântului Sava cel Sfințit (†532), ridicată de acesta (cunoscut în limba arabă ca Mar Saba) în Valea Hedron, este una dintre cele mai vechi mănăstiri ortodoxe care a funcționat aproape continuu.
Sfântul Gherasim a introdus un sistem asemănător în Valea Iordanului, la mijlocul secolului al V-lea, cu 70 de chilii în jurul unei chinovii. În timpul săptămânii călugării stăteau la chiliile lor unde foloseau o rogojină aspră și aveau puțină hrană. Ei împleteau, din frunze de finic, frânghii și coșuri  pe care sâmbăta le duceau la chinovie, participau împreună la Liturghie, apoi duminică seara se întorceau la isihie. Aceste chilii erau lăsate deschise, astfel încât cei aflați la nevoie își puteau lua cele necesare. Lavra avea un preot, care era contactul cu lumea exterioară, și cel puțin doi diaconi hirotoniți.
Marea Lavră întemeiată de Atanasie Athonitul în 963 este cea mai veche mănăstire de pe Muntele Athos. În Grecia, titlul de lavră îl mai poartă doar Mănăstirea Aghia Lavră din Kalavryta.
Cele mai mari și mai importante mănăstiri ortodoxe ruse au fost numite lavre și au fost subordonate direct patriarhului Moscovei. În 1721 au fost subordonate Sfântului Sinod.
În România, singura mănăstire cu denumirea de lavră a fost Mănăstirea Neamț în timpul Sfântului Paisie Velicicovschi.

## Listă de lavre
- Patriarhia Ecumenică de Constantinopol:
  - Marea Lavră, Muntele Athos (secolul al X-lea)
- Biserica Ortodoxă Georgiană:
  - Lavra Sfântul David din Garejieste (din 1505)
- Biserica Ortodoxă a Greciei:
  - Lavra Aghia din Kalavryta
- Biserica Ortodoxă a Ierusalimului:
  - Lavra Sf. Sava (Mar Saba) (532)
- Biserica Ortodoxă Poloneză:
  - Lavra Supraśl (din 1505)
- Biserica Ortodoxă Română:
  - Lavra din Neamț (Mănăstirea Neamț) (din secolul al XV-lea)
- Biserica Ortodoxă Rusă:
  - Lavra Troița-Serghieva (din 1744) - Lavra Sfânta Treime a Sfântul Serghie
  - Lavra Alexandru Nevski (din 1797), Sankt Petersburg
- Biserica Greco-Catolică Ucraineană:
  - Univ Lavra (din 1898) Lavra Univ a Adormirii Maicii Domnului din Studite Rit
- Biserica Ortodoxă Ucraineană:
  - Lavra Peșterilor din Kiev (din 1051)
  - Lavra Poceaev a Adormirii Maicii Domnului (din 1833)
  - Lavra Muntele Sfânt (din 2004)

## Vezi și
- Schit